# Caia, São Pedro e Alcáçova
Caia, São Pedro e Alcáçova ist eine portugiesische Gemeinde (Freguesia) im Kreis (Concelho) Elvas im Alto Alentejo, Portugal.

## Geschichte
Die Gemeinde entstand im Zuge der Gebietsreform vom 29. September 2013 durch die Zusammenlegung der ehemaligen Gemeinden Caia e São Pedro und Alcáçova.
Elvas wurde Sitz der neuen Verwaltung.

## Demographie
| Freguesia | Freguesia                  | Freguesia | Freguesia       | ehemalige Freguesias | ehemalige Freguesias | ehemalige Freguesias | ehemalige Freguesias |
| --------- | -------------------------- | --------- | --------------- | -------------------- | -------------------- | -------------------- | -------------------- |
| Wappen    | Freguesia                  | Einwohner | Fläche in (km²) | Wappen               | Freguesia            | Einwohner            | Fläche in (km²)      |
|           | Caia, São Pedro e Alcáçova | 5376      | 104,04          |                      | Caia e São Pedro     | 4126                 | 94,15                |
|           | Caia, São Pedro e Alcáçova | 5376      | 104,04          | Alcáçova             | 2127                 | 9,86                 |                      |